# Deonta Vaughn
Deonta Vaughn (ur. 6 sierpnia 1986 w Indianapolis) – amerykański koszykarz grający na pozycji rozgrywającego i rzucającego obrońcy.
Występował w polskiej ekstraklasie w Polpharmie Starogard Gdański oraz Anwilu Włocławek.
6 marca 2020 podpisał kolejną w karierze umowę z Polpharmą Starogard Gdański.

## Osiągnięcia
Stan na 14 lipca 2020, na podstawie, o ile nie znaleziono inaczej.
NCAA
- Uczestnik meczu gwiazd NCAA – Reese's College All-Star Game (2010)
- Zaliczony do:
  - I składu:
    - konferencji American Athletic (AAC – 2008)
    - najlepszych pierwszorocznych zawodników AAC (2007)
    - turnieju Maui Invitational (2010)

  - III składu AAC (2009)

Drużynowe
- Mistrz Gruzji (2013, 2017)
- Wicemistrz Węgier (2014)
- Zdobywca:
  - pucharu:
    - Polski (2011)
    - Gruzji (2013)

  - superpucharu Gruzji (2017)
- Finalista pucharu:
  - Liderów Francji (2016)
  - Gruzji (2017)

Indywidualne
(* – nagrody przyznane przez eurobasket.com)
- MVP:
  - mistrzostw Gruzji (2013, 2017*)
  - 17. kolejki ligi ukraińskiej (2011/2012)*
- Zaliczony do*:
  - I składu:
    - ligi gruzińskiej (2017)
    - obcokrajowców ligi gruzińskiej (2013, 2017)

  - II składu ligi gruzińskiej (2013)
  - składu honorable mention ligi gruzińskiej (2018)
- Uczestnik meczu gwiazd ligi gruzińskiej (2013, 2017)